# Eretmocerus rosei
Eretmocerus rosei är en stekelart som beskrevs av Evans och Bennett 1996. Eretmocerus rosei ingår i släktet Eretmocerus och familjen växtlussteklar. Inga underarter finns listade i Catalogue of Life.